# San Giovanni Evangelista e san Michele Arcangelo
I San Giovanni Evangelista e san Michele Arcangelo sono due dipinti a olio su tavola (173x59 cm ciascuno) di Pontormo, databili al 1518 e conservati nella chiesa di San Michele Arcangelo a Pontorme, frazione di Empoli (FI).

## Storia
L'opera risale al 1519 circa, ed era originariamente composta di due pannelli rettangolari, forse per la stessa cappella del Crocifisso nella chiesa di San Michele Arcangelo di Pontorme (paese natale dell'artista), dove si trova anche oggi, forse per un'altra ubicazione. Nel 1737 vennero rifatti i lembi della centina, per fare da cornice a un tabernacolo contenente un venerato crocifisso. In quell'occasione restaurati grossolanamente i due lembi superiori esterni, che sicuramente dovevano esistere anche in precedenza come suggerisce la posa delle figure.

## Descrizione e stile

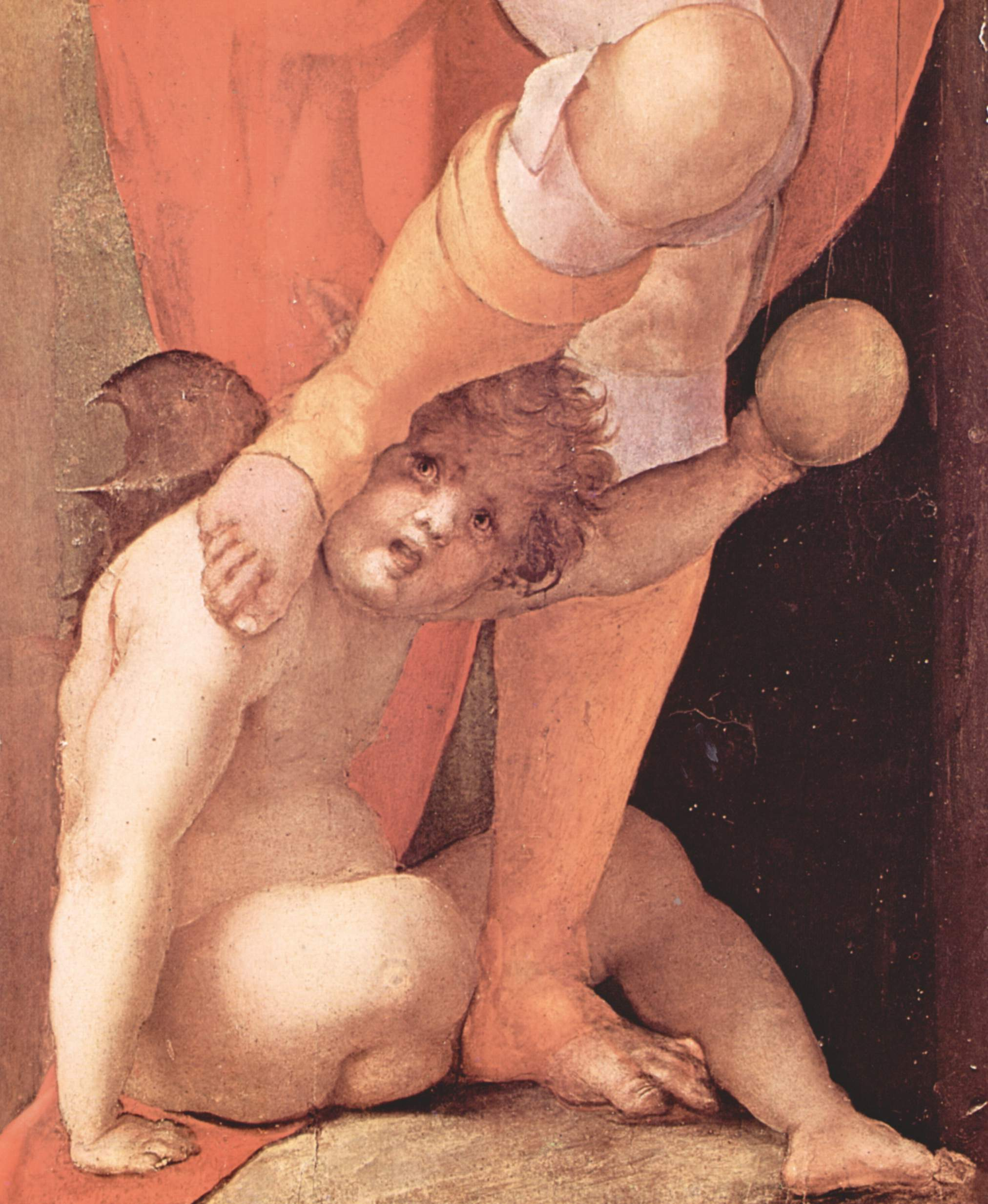
Il diavoletto

A sinistra san Giovanni evangelista è raffigurato come un vecchio barbuto, che solleva il Vangelo e volta la testa verso l'esterno (in direzione dell'altare della chiesa), come a trovare l'illuminazione divina per le sue parole, una posa che il pittore usò anche nella Pala Pucci. Michele Arcangelo, a sinistra, solleva il braccio destro col quale impugna la spada e con la sinistra tiene la tipica bilancia con cui soppeserà le anime il giorno del Giudizio. La gamba destra è sollevata per schiacciare il demonio, in questo caso un innocuo putto che solo per le ali uncinate e le orecchie d'asino è riconoscibile come tale. Il bizzarro diavoletto, con espressione stralunata, allunga un braccio per afferrare una delle coppe della bilancia e rovesciarla, mostrandone il lato esterno. Sulla schiena ha una ferita fresca, inflitta dall'arcangelo.
Allontanandosi dal linguaggio pittorico più in voga a Firenze, Pontormo andava elaborando in quegli anni un linguaggio più personale e di rottura rispetto alla tradizione, attingendo a esempi inconsueti. Per esempio nei due santi di Pontorme è evidente il richiamo alla scultura coeva, come era avvenuto più o meno nello stesso periodo con il San Quintino. Il Giovanni Evangelista ad esempio solleva la gamba sinistra e la incrocia con disinvoltura sulla destra proprio come il Levita scolpito qualche anno prima da Andrea Sansovino per il gruppo scultoreo sopra la porta nord del Battistero di Firenze.
La linea di contorno è demarcata con forza, dando particolare risalto all'elaborata articolazione della linea. Forte è anche la componente coloristica, con un concerto di rossi che avvampano nell'abbondante panneggio delle vesti dei due santi (di tonalità leggermente diverse), spiccanti con forza sullo sfondo scuro e rispetto alle restanti tinte grigio/blu. Proprio la cromia lega le due tavole, collegandole da un punto di vista formale.

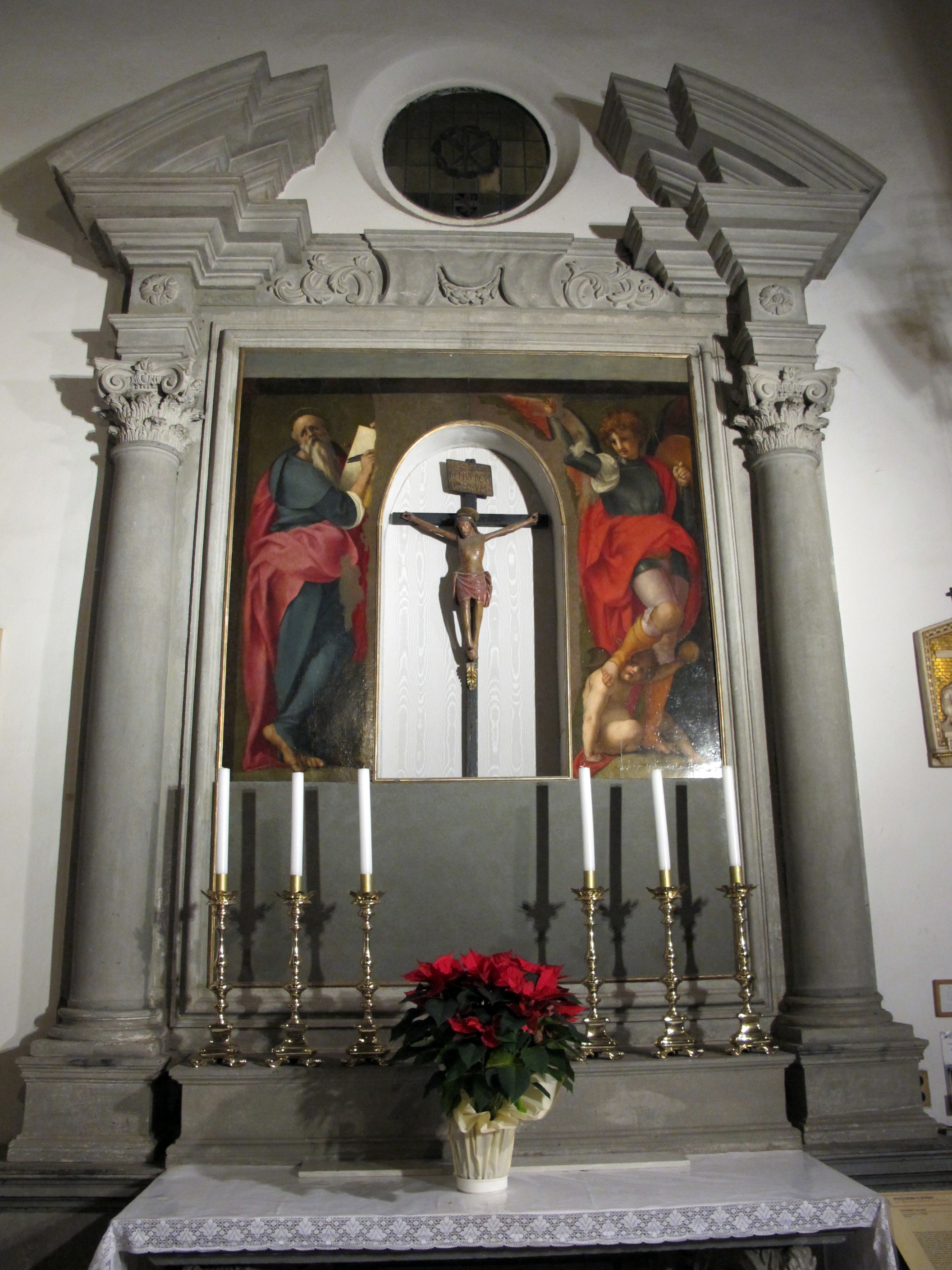
Il dipinto nell'altare della chiesa
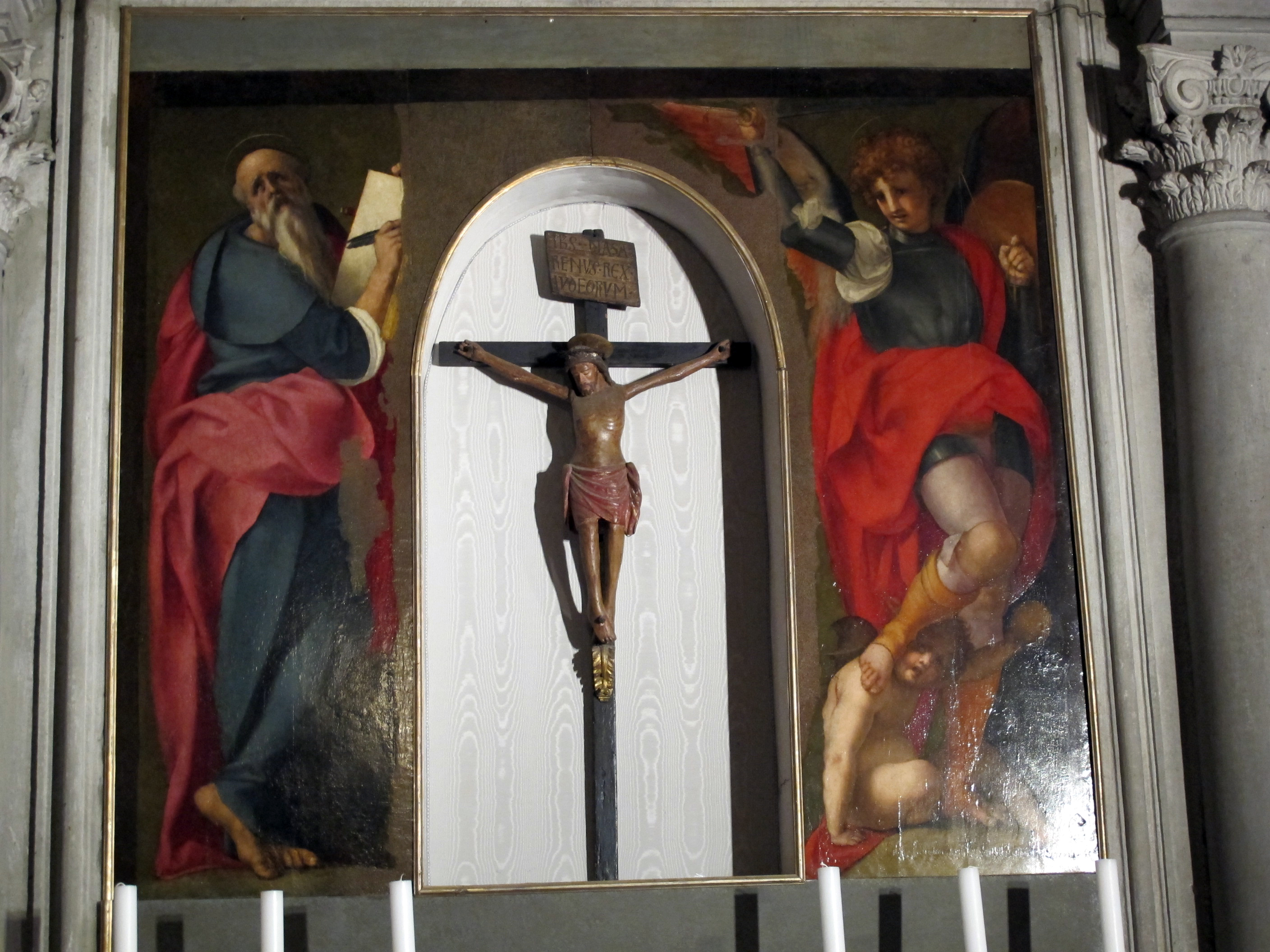
Il dipinto attorno al crocifisso